# 대한민국 민법 제1025조
대한민국 민법 제1025조는 단순승인의 효과에 대한 민법 상속법 조문이다. 본 조는 1990년 1월 13일 법률 제4199호로 일부 개정되었으며, 1991년 1월 1일부터 시행되었다.

## 조문
제1025조(단순승인의 효과) 상속인이 단순승인을 한 때에는 제한없이 피상속인의 권리의무를 승계한다.

第1025條 (單純承認의 效果)相續人이 單純承認을 한 때에는 制限없이 被相續人의 權利義務를 承繼한다.<개정 1990. 1. 13.>

## 같이 보기
- 상속
- 피상속인